# Bryan Ramos
Bryan Ramos (La Habana, Cuba, 12 de marzo de 2002), es un jugador profesional cubano de béisbol que se desempeña en la posición de tercera base en Chicago White Sox, equipo de las Grandes Ligas de Béisbol (MLB).

## Carrera
En 2024, Ramos hizo su debut en la MLB con el equipo Chicago White Sox, donde lleva jugando una temporada.